# 熊田曜子のスタイリッシュ・トーク
熊田曜子のスタイリッシュ・トーク（くまだようこの すたいりっしゅとーく）は、旧岐阜エフエム放送（Radio80）で2008年1月5日から3月29日まで熊田曜子がパーソナリティを務めていたラジオ番組である。放送時間は土曜日12:00〜12:25。

## パーソナリティ
- 熊田曜子

## 番組内容
前番組である『熊田曜子の いい旅 ふた旅 ぎふの旅』とは異なり岐阜県に特化したものではない。番組は熊田曜子自身のトークと音楽で進行される。トーク内容は近況や話題など。スポンサーはイオン大垣ショッピングセンター（現・イオンモール大垣）であり、番組内で平松亜希子によるショッピングレポートもある。